# Dendrocalamus sikkimensis
Dendrocalamus sikkimensis är en gräsart som beskrevs av James Sykes Gamble och Daniel Oliver. Dendrocalamus sikkimensis ingår i släktet Dendrocalamus och familjen gräs. Inga underarter finns listade i Catalogue of Life.